# Фелициссим
Фелициссим (лат. Felicissimus) — предводитель восстания против императора Аврелиана.
Фелициссим был начальником фиска (rationalis) при императоре Аврелиане. В его обязанности входило также и управление государственной казной. Фелициссим подстрекал рабочих монетных дворов портить монету. Вскоре обман был раскрыт. Фелициссим поднял восстание и заперся на Целии. Мятеж был разгромлен с большим трудом; 7000 солдат были убиты во время этого восстания. Сам Фелициссим погиб. После этого Аврелиан казнил нескольких сенаторов и всадников, вовлеченных в мятеж.
Нет никаких сведений, что Фелициссим пытался провозгласить себя императором. По ходу событий, излагаемых Аврелием Виктором получается, что Фелициссим восстал в 274 году после падения Галльской империи. Но по остальным источникам-в 271 году. В «Извлечениях о жизни и нравах римских императоров» восстание Фелициссима произошло после восстания некоего Септимия, которое произошло в 271 году. Поэтому последняя дата считается более приемлемой.